# Serrapetrona
Serrapetrona é uma comuna italiana da região dos Marche, província de Macerata, com cerca de 894 habitantes. Estende-se por uma área de 37 km², tendo uma densidade populacional de 24 hab/km². Faz fronteira com Belforte del Chienti, Caldarola, Camerino, Castelraimondo, San Severino Marche, Tolentino.

## Demografia
| Variação demográfica do município entre 1861 e 2011                               |
|                                                                                   |
| Fonte: Istituto Nazionale di Statistica (ISTAT) - Elaboração gráfica da Wikipedia |